# 紅甘
紅甘（ぐあま、［本名：内田 紅甘(うちだ ぐあま)］、1999年12月29日 - ）は、日本の女優、文筆家。東京都出身。父は貴山侑哉、母は内田春菊。

## 経歴・人物
2007年より子役として映画などで活動する。「紅甘」は本名で、母・内田春菊の第3子であることからギリシャアルファベットの第3字（γ）にちなんで名づけられた。愛称はガンマ。
母・内田春菊も所属するノックアウトに10年間所属していたが、2019年5月に退所を報告した。退所後は、本名「内田紅甘」名義でフリーで活動。2020年に発行された「anan特別編集Olive」 にエッセイを寄稿し、執筆活動を開始。2021年には母・内田春菊の小説「ダンシング・マザー」文庫版の解説を担当。2023年には写真と文章の個展を初開催し、翌年2024年には小説や散文、写真を収録したZINE「そこにある不在」を制作した。

## 出演

### 映画
- カインの末裔（2007年）
- USB（2009年）
- 忍たま乱太郎（2011年） - トモミ 役
- お前の母ちゃんBitch!（2011年）
- 家をたてること（2012年） - 主演
- 連結部分は電車が揺れる（2013年）
- 白河夜船（2015年） - 少女役[3]
- 光（2017年） - 美花（14歳）役
- 最低。（2017年）
- アイスと雨音（2018年） - 紅甘 役
- ここは退屈迎えにきて（2018年）
- イソップの思うツボ（2019年） - 主演・戌井小柚 役　※石川瑠華、井桁弘恵とトリプル主演[4]
- すべての夜を思いだす（2024年）[5]

### テレビ
- NHK俳句(2025年4月13日 - ) - 2025年度第2週レギュラー、7月13日までは「内田紅甘」名義

### 舞台
- イーハトーボの劇列車（2019年2月） - 人買いに売られた娘 役

### オリジナルビデオ
- 戦慄怪奇ファイル 超コワすぎ!FILE-01【恐怖降臨!コックリさん】（2015年） - 倉本新菜 役

### CM
- ミサワホーム 「備えのある蔵（チョコバー編）」（2015年）

### テレビドラマ
- ドグちゃん 第10話（2009年、MBS）
- 監獄学園 第1・8話（2015年、TBS）
- 南くんの恋人 第9・10話（2015年、フジテレビ）
- 美しき三つの嘘 第3話（2016年、フジテレビ） - 平凡
- お迎えデス。 第1話（2016年、日本テレビ）

### MV
- 04 Limited Sazabys 「Squall」（2017年）
- 神聖かまってちゃん 「光の言葉」（2017年）